# Tallgrass Prairie Preserve
Das Joseph H. Williams Tallgrass Prairie Preserve im Osage County im US-Bundesstaat Oklahoma ist als größtes verbliebenes Gebiet von Hochgrasprärie der Welt geschützt. Das von The Nature Conservancy verwaltete Schutzgebiet umfasst 160 km², die sich im Besitz der Naturschutzorganisation befinden sowie weitere 24 km² gepachtetes Land. Das Schutzgebiet liegt innerhalb der verbliebenen Hochgrasprärie der Great Plains, die sich einst von Texas bis Manitoba in Kanada erstreckte.

## Beschreibung

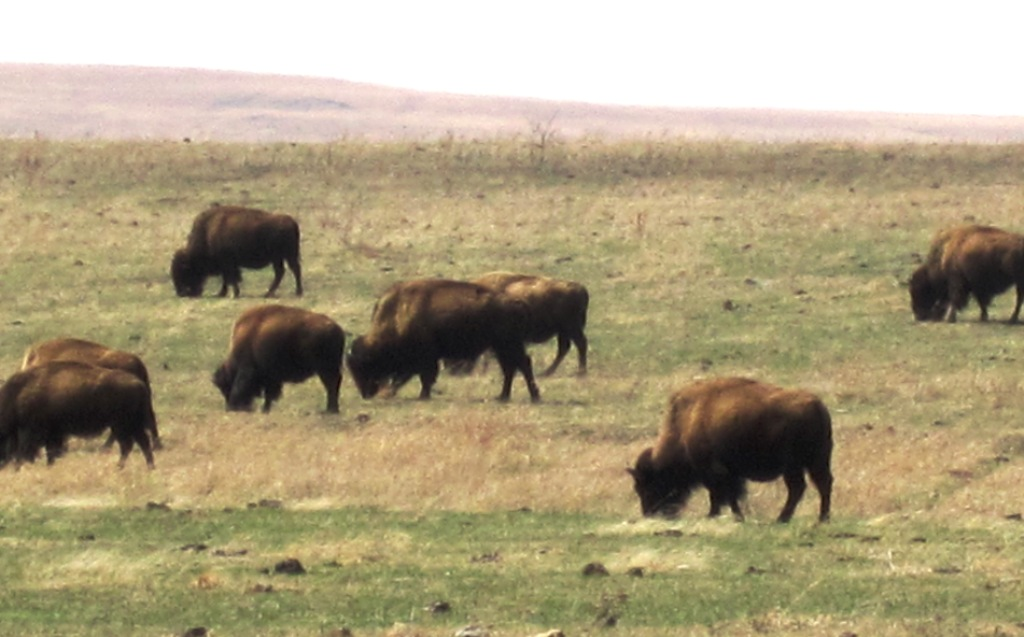
Bisons im Tallgrass Prairie Preserve

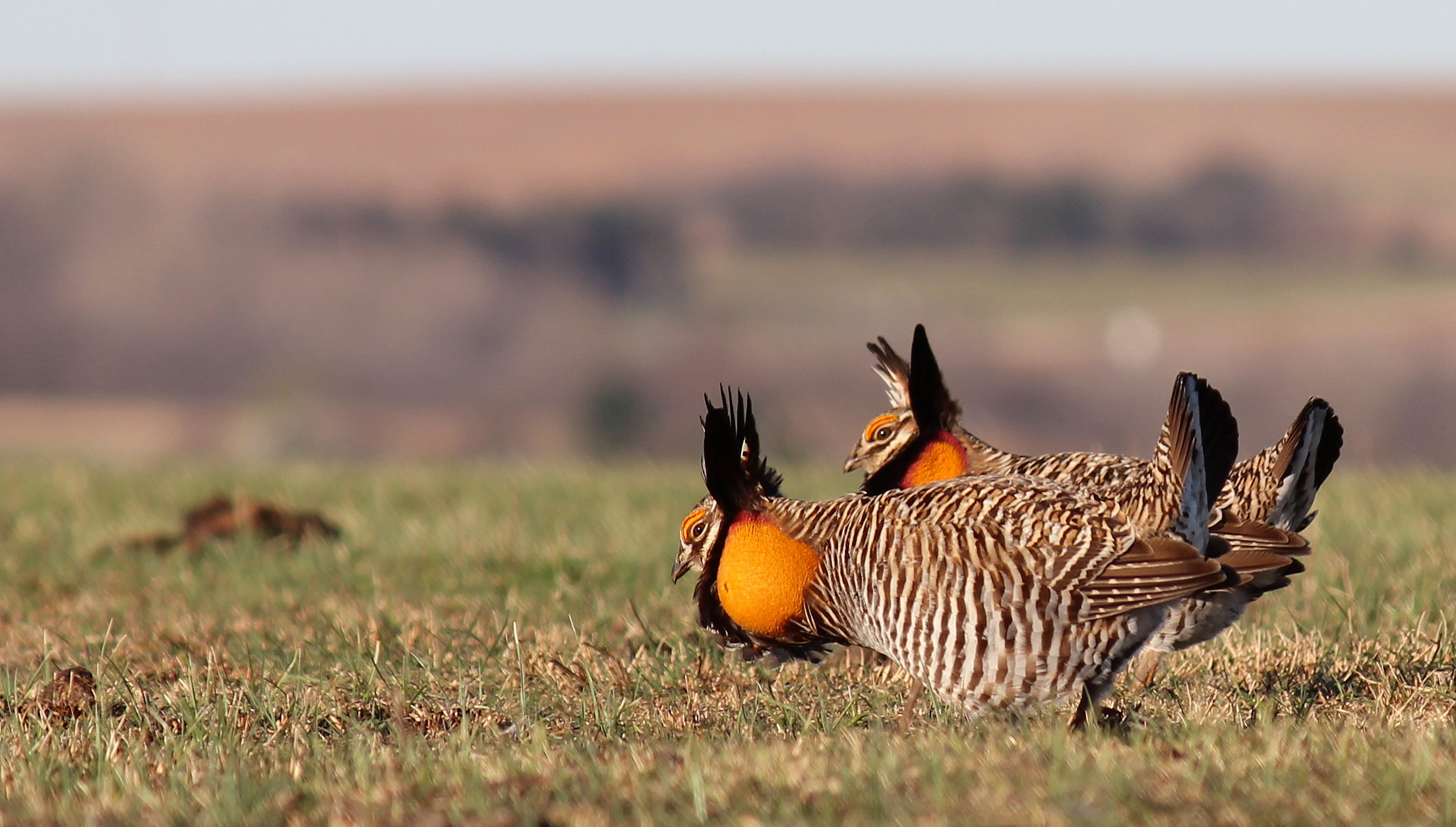
Gefährdete Präriehühner, aufgenommen in Kansas

Das Gebiet befindet sich am südlichen Ende der Flint Hills, die dort auch als Osage Hills bekannt sind. Die felsige, hügelige Prärie erstreckt sich vom nördlichen Kansas bis nach Oklahoma. Die freiliegenden Kalksteinformationen erschweren die Kultivierung, und so haben die Flint Hills weitgehend so überlebt, wie sie waren, als sie noch ein Jagdgebiet für die Stämme der Region wie die Wichita, Osage und Kansa waren.
Das Reservat wird durch den bewaldeten Salt Creek und seine Nebenflüsse in zwei Hälften geteilt. Der östliche Teil des Schutzgebiets liegt in den Cross Timbers, einem in Nord-Süd-Richtung verlaufenden Gürtel aus verworrenen Eichenwäldern, die ein großes Hindernis für frühe Reisende auf dem Weg nach Westen waren. Etwa 10 Prozent des Schutzgebietes sind bewaldet, der Rest ist Hochgrasprärie. Die Gräser einiger Arten können hier bis zu 3 m hoch werden.
Die Hochgrassteppe ist als Feuerklimax in vielen Bereichen von regelmäßigen Bränden abhängig, sei es durch Blitzschlag oder durch den Menschen verursacht. Ohne Feuer wird die Prärie schnell zu Buschland. Die amerikanischen Ureinwohner waren sich dessen bewusst und brannten die Prärie regelmäßig ab, um das neue Wachstum der saftigen Gräser zu fördern und um invasive Bäume und Sträucher zu vernichten. Die Naturschutzorganisation Nature Conservancy hat diese Praxis mit einem Prozess namens „Patch Burning“ fortgesetzt, bei dem jedes Jahr etwa ein Drittel der Prärie verbrannt wird. Dieser Prozess hat sich nicht nur als vorteilhaft für die Beweidung durch Bisons und Rinder erwiesen, sondern auch für den Lebensraum der vom Aussterben bedrohten Präriehühner, die ebenfalls in geringer Zahl im Reservat leben.
Bisons sind die größte Attraktion des Reservats. Sie werden jeden Herbst zusammengetrieben und Überbestände verkauft. Rinder werden auf 45 km² gehalten. Das Reservat beherbergt 755 Pflanzenarten, viele davon einzigartig in der Tallgrass-Prärie und mehr als 300 Vogelarten. Zu den Waldbäumen gehören verschiedene Arten von Eichen, Pappeln, Eschen, roten Zedern, Ulmen, Platanen und anderen.
Das Reservat beherbergt zahlreiche wirbellose Tierarten. Neben vielen Schmetterlings- und Nachtfalterarten, die sich von der dortigen Blütenpflanzenvielfalt ernähren, ist die Prärie-Maulwurfsgrille (Gryllotalpa major) eine seltene Insektenart, die im Schutzgebiet vorkommt. In den Sommermonaten dient das Reservat als Lebensraum für den gefährdeten Amerikanischen Totengräberkäfer (Nicrophorus americanus), der eine wichtige Rolle im Nährstoffkreislauf spielt.

## Geschichte

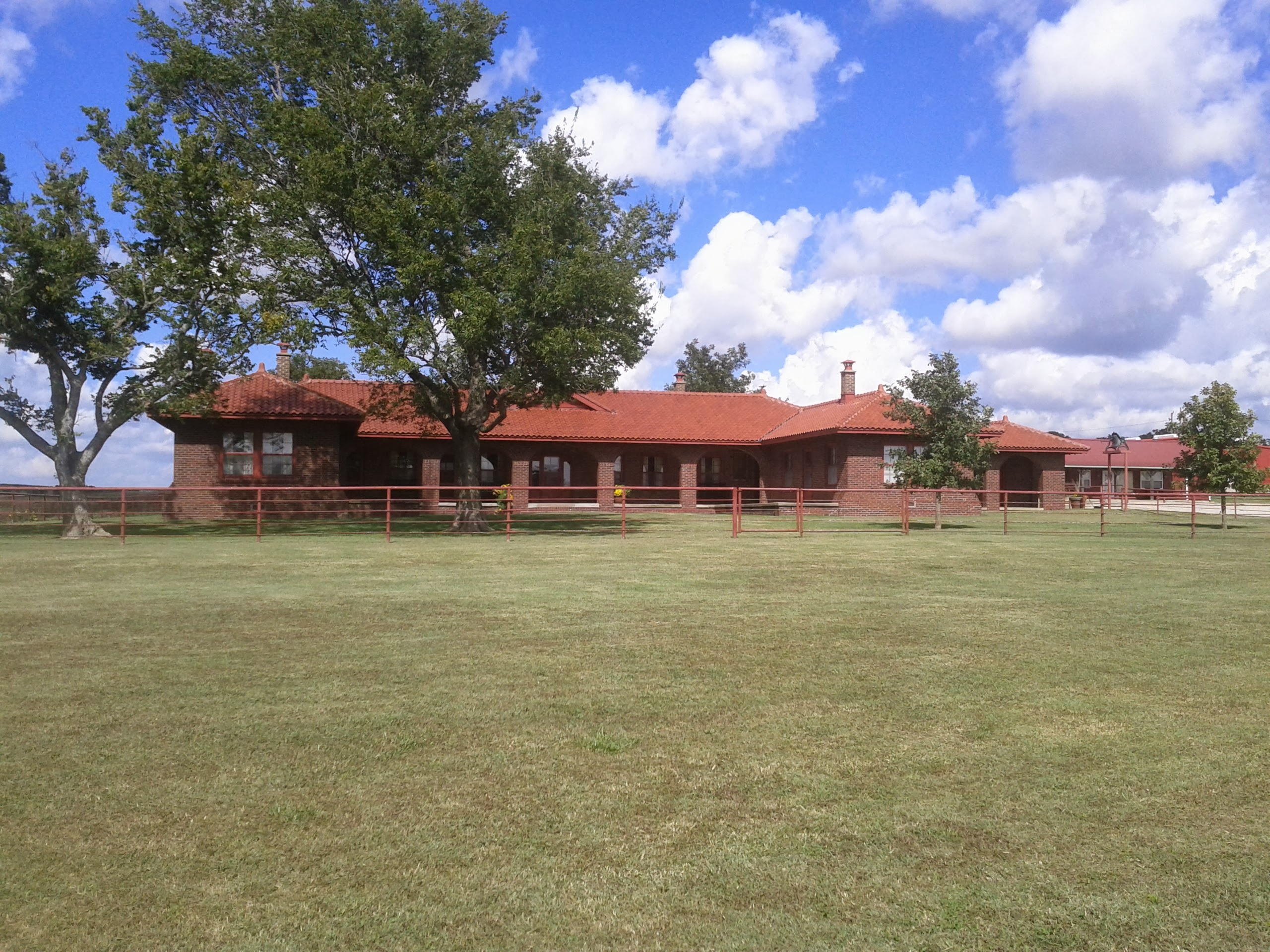
Chapman-Barnard-Ranch

Vor dem Kauf durch die Nature Conservancy im Jahr 1989 lag ein großer Teil des Schutzgebietes innerhalb der Grenzen der Barnard Ranch, es war Teil der Chapman-Barnard Ranch von etwa 400 km². Der Leiter der Ranch war der Vater von Oscarpreisträger Ben Johnson.
Im Jahr 1993 stiftete ein Ölunternehmer aus Oklahoma 300 Bisons für das Reservat. Bis 2000 war die Herde auf 1200 angewachsen. Die Herde zählt jetzt mehr als 2500 Tiere und weidet auf 85 km² überwiegend offenem Gelände.

## Tourismus

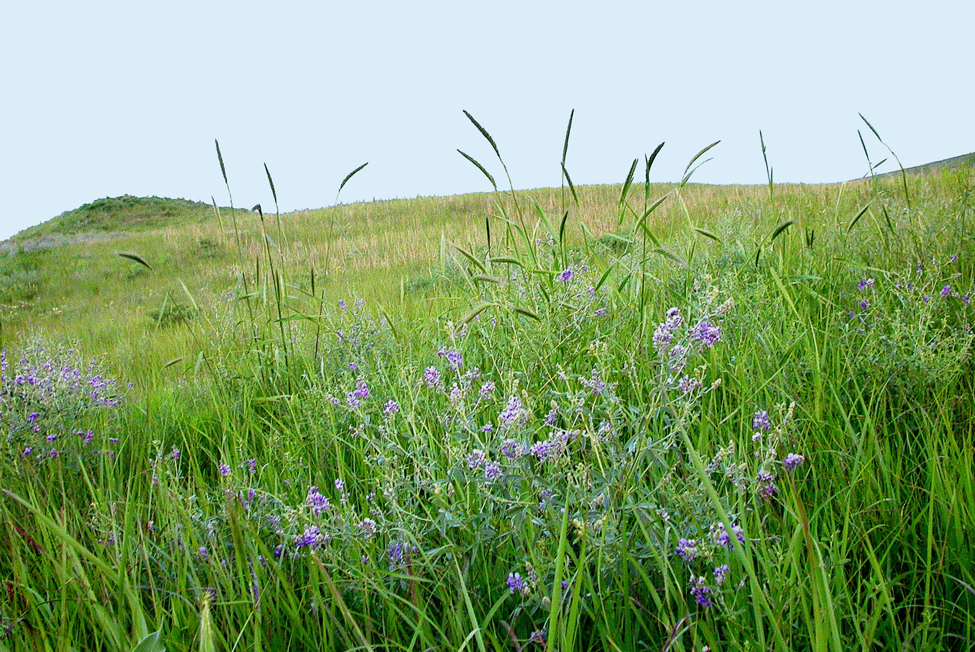
Präriegräser (hier im Konza Prairie Preserve, Kansas)

Pawhuska ist die nächstgelegene größere Stadt. Die Osage Nation hat hier ihren Hauptsitz. Das Schutzgebiet kann auch von Foraker und Hewins in Kansas erreicht werden. Das Tallgrass Prairie Preserve ist täglich geöffnet. Es wird kein Eintritt erhoben.
Das Hauptgebäude der Chapman-Barnard-Ranch wurde zu einem Besucherzentrum umgebaut. Das Hauptgebäude ist im National Register of Historic Places aufgeführt (NR 01000208).
Für die jährlich etwa 10.000 Besucher wurden Wanderwege eingerichtet. Es gibt zahlreiche mit dem Auto befahrbare Schotterstraßen und Aussichtspunkte, von denen die Bisonherden beobachtet werden können.